# Asociația Ghaneză de Fotbal
Asociația Ghaneză de Fotbal este forul ce guvernează fotbalul în Ghana. Se ocupă de organizarea echipei naționale și a campionatului. Fondată în 1957.
Asociația a fost dizolvată de ministrul sportului din Ghana, Isaac Kwame Asiamah, la 7 iunie 2018, după descoperirea corupției prin înregistrări video de investigație. În octombrie 2019, a fost ales un nou președinte, Kurt Okraku, iar asociația s-a reunit din nou la finalizarea lucrărilor Comitetului de Normalizare FIFA.

## Președinți
- Dl. Ohene-Djan 1957-1960
- Dl. H. P. Nyametei 1960-1966
- Nana Fredua Mensah 1966-1970
- Dl. Henry Djaba 1970-1972
- Maj. Gen. R. E. A. Kotei 1972-1973
- Col. Brew-Graves 1973-1975
- Maj. George Lamptey 1975-1977
- Maj. D. O. Asiamah 1977-1979
- Dl. I. R. Aboagye 1979
- Dl. Samuel Okyere 1979-1980
- Dl. S. K. Mainoo 1980-1982
- Dl. Zac Bentum 1982-1983
- Dl. L. Ackah-Yensu 1983-1984
- Dl. L. T. K. Caesar 1984
- Dl. E. O. Teye 1984-1986
- Dl. Samuel Okyere 1986-1990
- Dl. Awuah Nyamekye 1990-1992
- Dl. Joe Lartey 1992-1993
- Dl. Samuel Brew-Butler 1993-1997
- Alhaji M. N. D. Jawula 1997-2001
- Dl. Ben Koufie 2001-2003
- Dr. N. Nyaho-Tamakloe 2004-2005
- Dl. Kwesi Nyantakyi 2005–prezent

## Comitetul disciplinar
- Frank Davis (Director)
- Nania Kwesi Afrifa (Judecător)
- Amadu Tanko
- Justice Anim Yeboah
- Emmanuel Gyimah (Secretar general)
- Kweku Ampim Darko (Secretar general secund)
- Kwame Ntow-Fianko (Președintele ligii)
- Atta Akyea (Patron al Mighty Jets F.C.)
- Jordan Anagbla (Președinte al Black Satellites)
- Edward Bawa (Ofițer administrativ)
- Fred Pappoe (Vice-președintele comitetului de management)